# Mamady Doumbouya
Mamady Doumbouya (Kankan, 4 marzo 1980) è un militare guineano, ex sottufficiale della Legione Straniera francese, viene nominato dal deposto presidente Alpha Condé comandante di battaglione e incaricato di creare e dirigere le Forze Speciali Guineane con funzione antiterrorismo.
Nel 2021 ha guidato il colpo di Stato in Guinea, diventando presidente della giunta militare.
Il 1º ottobre 2021, Doumbouya ha prestato giuramento come presidente ad interim..

## Biografia

### Origini
È originario della regione di Kankan, la seconda città della Guinea, nell'est del Paese, dove ha compiuto gli studi primari presso la scuola Dramé Oumar.
Apprendista guineano presso l'École de guerre in Francia, ha conseguito un brevet d'études supérieures militaires e un master in difesa presso l'Università di Parigi-Panthéon-Assas. Ha conseguito il diploma di Saumur nell'ambito della cooperazione tra la Francia e gli Stati africani partner per la formazione degli ufficiali.
Ha frequentato corsi di formazione militare in Senegal, Gabon e Israele e ha partecipato a missioni e operazioni presso l'École de guerre in Francia, Afghanistan, Costa d'Avorio, Gibuti, Repubblica Centrafricana, Israele, Cipro e Regno Unito.

### Carriera militare
Legionario dell'esercito francese, ha completato il suo contratto nel 2009 con il grado di caporale. È tornato in Guinea nel 2012 e dal 2018 ha assunto il comando del Groupement des forces spéciales (GFS o GPS), un'unità d'élite dell'esercito guineano specializzata nell'antiterrorismo. Ha marciato alla testa di questa unità durante la celebrazione nazionale del 60º anniversario dell'indipendenza della Guinea.
Nel febbraio 2019 è stato uno dei partecipanti a un corso di formazione militare Flintlock per l'élite militare africana. Come Assimi Goïta per il Mali, il tenente colonnello Doumbouya ha rappresentato il suo Paese a Ouagadougou durante le esercitazioni militari organizzate dall'esercito degli Stati Uniti.
È diventato tenente colonnello nel 2019 e colonnello nel 2020.
Nel 2021 ha cercato di rendere il Gruppo di Forze Speciali meno dipendente dal Ministero della Difesa Nazionale, suscitando la diffidenza delle autorità guineane. A maggio, si vociferava addirittura di un suo arresto.
Il 24 gennaio 2024, Doumbouya è stato promosso al grado di tenente generale delle Forze armate guineane e ha lasciato la guida del Gruppo di forze speciali dopo sei anni di comando, per essere sostituito dal colonnello Mouctar Kaba.

### Il colpo di Stato del 2021
Il 5 settembre 2021 ha annunciato l'arresto del presidente Alpha Condé, la destituzione del governo, la sospensione della Costituzione, l'introduzione del coprifuoco e la chiusura delle frontiere terrestri e aeree.
Il 17 settembre 2021, dodici giorni dopo il colpo di Stato, la giunta lo ha nominato Presidente della Repubblica.

### Carriera politica

#### Politiche interne
Il 27 settembre è stata pubblicata la Carta della transizione, che ha nominato Doumbouya Presidente della transizione e ha previsto la nomina di un Consiglio nazionale di transizione - che fungeva da Parlamento e doveva redigere la prossima Costituzione - e di un Primo ministro civile. Doumbouya e gli altri membri della giunta erano inoltre ineleggibili alle prossime elezioni. Ha prestato giuramento il 1º ottobre al Palazzo Mohammed V davanti alla Corte Suprema, che aveva le prerogative della disciolta Corte Costituzionale.
Il 6 ottobre 2021 ha nominato Mohamed Béavogui primo ministro. L'11 ottobre 2021 ha ricevuto il sostegno di Julius Maada Bio, presidente della Repubblica di Sierra Leone, che si è recato in Guinea, diventando il primo capo di Stato a visitarlo dopo il golpe del 5 settembre. Questa visita ha permesso di riaprire le frontiere della Guinea con i Paesi vicini.
Il 10 dicembre 2021, Doumbouya ha istituito il Bureau de Suivi des Priorités Présidents (BSPP), un organismo che supervisiona l'attuazione dei programmi prioritari del Presidente di transizione.
Nell'aprile 2022, ha ordinato alle società minerarie a maggioranza straniera di iniziare a costruire impianti per la raffinazione della bauxite nel Paese.
Il 20 agosto 2022 ha nominato Bernard Goumou primo ministro in sostituzione di Béavogui. Il 27 febbraio 2024 ha nominato Bah Oury primo ministro in sostituzione di Goumou.

### Politica estera
Il 21 settembre 2021, Doumbouya si è recato in visita ufficiale a Bamako dove è stato ricevuto dal colonnello Goita.
In visita al Presidente della Sierra Leone via terra il 28 ottobre 2022, è stato accolto alla frontiera dal Vicepresidente della Repubblica, di origine guineana, Mohamed Juldeh Jalloh, a Kambia, prima di essere ricevuto alla Presidenza della Repubblica da Julius Maada Bio.
Il 3 giugno 2023, Doumbouya si è recato ad Ankara per partecipare all'insediamento del Presidente turco Recep Tayyip Erdoğan.
Nel settembre 2023 ha partecipato alla 78a sessione dell'Assemblea generale delle Nazioni Unite a New York, con un discorso incentrato sull'Africa in generale e sulla Guinea in particolare.
L'11 agosto 2024 ha partecipato all'insediamento del Presidente ruandese Paul Kagame. Prima di tornare in Guinea, è stato ricevuto da Kagame al villaggio di Urugwiro per discutere delle relazioni bilaterali tra i due Paesi.
Dal 4 al 6 settembre 2024 ha partecipato al 9° Forum on China-Africa Cooperation (FOCAC) a Pechino. Il 2 settembre 2024, ha incontrato il presidente Xi Jinping in occasione di un incontro bilaterale al Palazzo dell'Assemblea del Popolo tra le delegazioni guineana e cinese. Durante l'incontro, il generale Doumbouya ha presentato il programma “Simandou 2040” per l'economia guineana.
Il 3 settembre 2024, Mamadi Doumbouya ha visitato le strutture dell'acciaieria Baosteel a Shanghai, con l'obiettivo di far avanzare il progetto Simandou.

## Vita privata
Doumbouya è sposato e ha cinque figli. Lauriane Doumbouya, sua moglie, è francese ed è un sottufficiale della gendarmeria.